# 格拉鲁斯北
格拉鲁斯北（德語：Glarus Nord）是瑞士联邦的市镇，属于格拉鲁斯州。该市面积为146.98平方千米，海拔高度437米，2017年12月31日人口为18247人。格拉鲁斯北市是格拉鲁斯州人口最多的市镇。

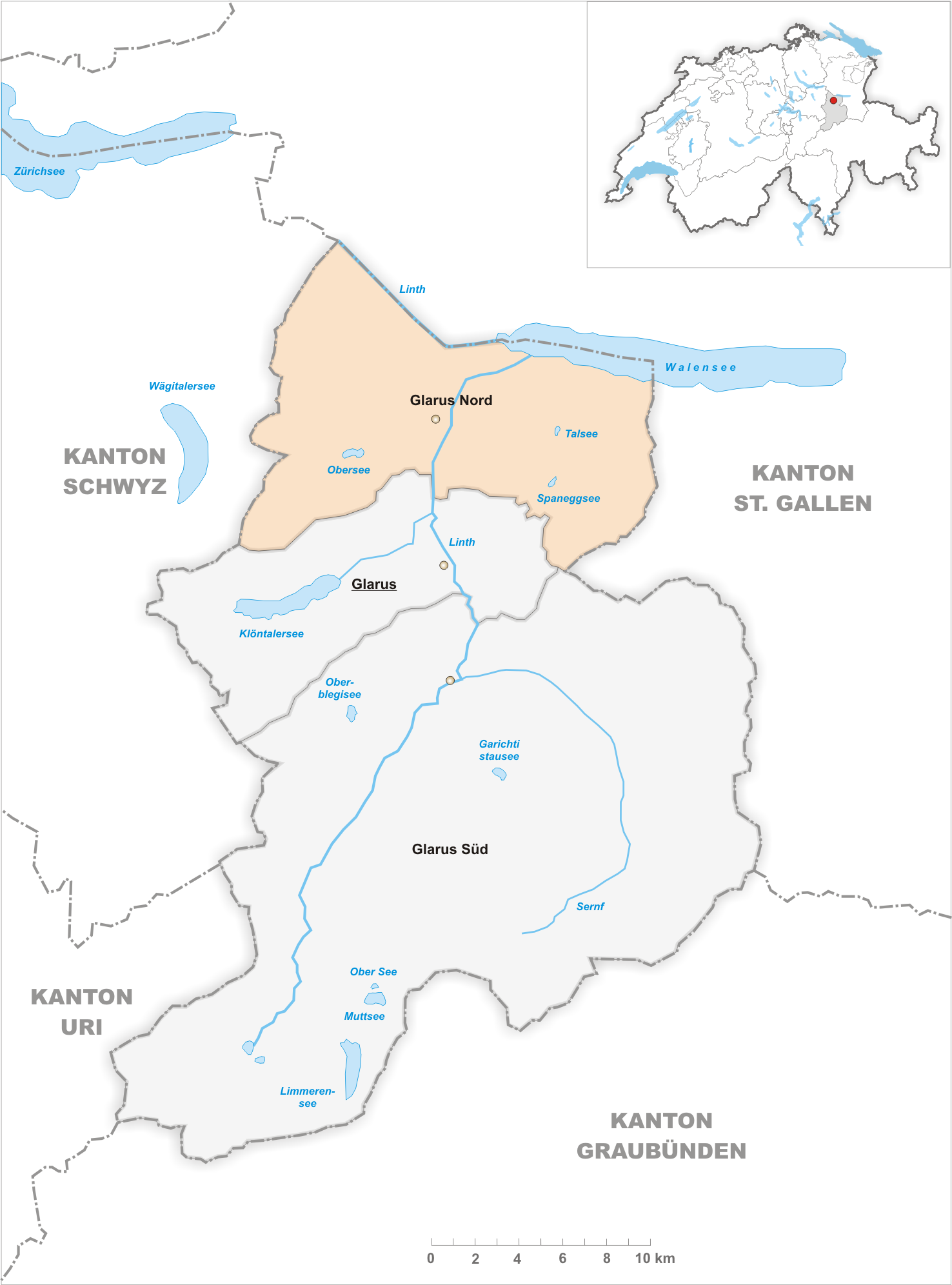
格拉鲁斯北市地图